# Coronación de Isabel I de Inglaterra
La coronación de Isabel I como reina del Reino de Inglaterra tuvo lugar en la abadía de Westminster, Londres, el 15 de enero de 1559. Isabel Tudor ascendió al trono a la edad de 25 años tras la muerte de su media hermana, la reina María I, el 17 de noviembre de 1558. María había revertido la Reforma Protestante que había sido iniciada por sus dos predecesores, por lo que esta fue la última coronación británica que se llevó a cabo bajo la autoridad de la Iglesia católica. Los historiadores ven la coronación de Isabel como una declaración de su intención de restaurar Inglaterra al protestantismo, pero permitiendo la continuación de algunas costumbres católicas, un compromiso conocido como el acuerdo isabelino.

## Antecedentes
Enrique VIII fue el segundo rey de la Casa de Tudor en Inglaterra y su reinado, entre 1509 y 1547, vivió importantes cambios políticos y sociales para el reino. La agitación religiosa en la Europa continental y la disputa de Enrique con el Papa Clemente VII sobre el divorcio previsto de su primera esposa, Catalina de Aragón, llevaron a Enrique a romper con la Iglesia Católica y establecer su propia Iglesia en Inglaterra. Tras su muerte, fue sucedido por su joven hijo de nueve años, nacido de su matrimonio con Juana Seymour, Eduardo VI, que reinó bajo el gobierno de un Consejo de Regencia nombrado por Enrique, y que continuó con las reformas protestantes. Sin embargo, la temprana muerte de Eduardo en 1553 a la edad de 15 años precipitó una crisis de sucesión. La voluntad de Eduardo excluyó a sus dos medio hermanas, María (hija de Catalina de Aragón) e Isabel (hija de Ana Bolena), de la sucesión, y en su lugar declaró a su prima, Lady Juana Grey, como su heredera. El reinado de Juana duró solo nueve días; siendo depuesta por María con apoyo popular, y se declaró monarca legítima.

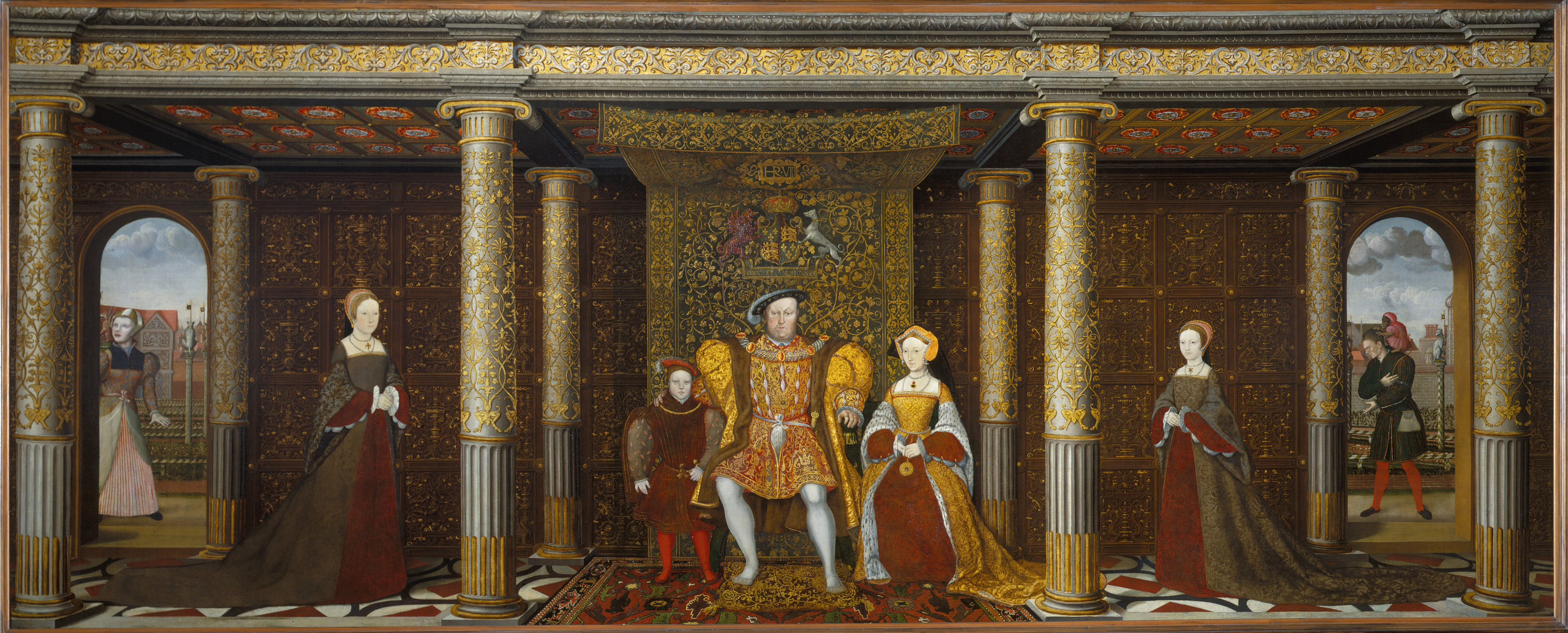
La familia de Enrique VIII. De izquierda a derecha, muestra a la princesa María, el príncipe Eduardo, Enrique VIII, Juana Seymour y la princesa Isabel. Al fondo, dos bufones de palacio.
Óleo, autor desconocido, h. 1545.

En 1554, María se casó con Felipe II de España, que fue nombrado corregente por el Parlamento en condiciones que lo excluyeron de la línea de sucesión. María también devolvió a Inglaterra al catolicismo romano, quemando en la hoguera a unos 300 protestantes como herejes y obligando a otros a exiliarse. Isabel, de mentalidad protestante, se alió con María, pero se convirtió en el centro de la oposición al gobierno, cada vez más impopular. En 1554, Isabel fue encarcelada en la Torre de Londres bajo sospecha de tener alguna conexión con la fallida rebelión de Wyatt. Sin embargo, fue liberada después de dos meses, pero se la mantuvo en arresto domiciliario.
En mayo de 1555, se creyó que María estaba embarazada, e Isabel fue llevada a la corte. Pronto se hizo evidente que se trataba de un falso embarazo y, a medida que las posibilidades que produjera un heredero fueron menguando, María aceptó colocar a Isabel como siguiente en la línea de sucesión. Para mayo de 1558, María enfermó gravemente y reconoció formalmente a Isabel como su heredera el 6 de noviembre. El 17 de noviembre, Isabel es informada de la muerte de María mientras se encontraba en Hatfield House, al norte de Londres.

## Preparativos
El primer documento de Estado que sobrevive del reinado de Isabel I tiene fecha del 17 de noviembre de 1558, fecha en que asume como reina, y es un memorando para el nombramiento de "Comisionados para la Coronación". Cinco de ellos habrán sido nombrados un mes después, con Sir Richard Sackville al mando de ellos. Se fijó el domingo 15 de enero de 1559 para la ceremonia, no teniendo en cuenta un día santo cristiano apropiado, sino siguiendo el consejo del astrólogo de la corte, Dr. John Dee, quién afirmó la condiciones favorables para la coronación según la posición de las estrellas y los planetas.
Las festividades de la coronación consistían en cuatro partes: la procesión de vigilia a la Torre de Londres, donde el monarca pasaba una o más noches en vigilia; el día anterior a la ceremonia, se realizaba la procesión real por las calles de Londres hasta el Palacio de Westminster; el servicio de coronación propiamente tal en la Abadía de Westminster; y, finalmente, el banquete de coronación en Westminster Hall. Aunque la ceremonia religiosa en la abadía era teóricamente el evento principal, Isabel era consciente de que las procesiones a través de Londres asegurarían su popularidad como nueva monarca entre sus súbditos, que podía ser blanco de críticas por ser mujer soltera, su reclamación del trono con su madre ejecutada y el período posterior de agitación religiosa. La reina gasto £ 16.000 de su propio dinero en la coronación, mientras que sus concejales, las compañías de comercio y los mercaderes de la ciudad contribuyeron con una cantidad sustancial, que actualmente se desconoce. Inusualmente, a los mercaderes extranjeros de la ciudad se les prohibió contribuir, convirtiendo a la coronación en una muestra puramente inglesa de lealtad; al contrario de la coronación de María, en la cual las exhibiciones más elaboradas habían sido provistas por mercaderes de Génova y Florencia. El tono fuertemente protestante del desfile reflejó no solo el deseo del establecimiento de la ciudad para reiniciar la reforma religiosa, sino que la participación del Master of the Revels y el Gabinete Real en los preparativos sugieren, al menos, un conocimiento previo, si no dirección activa por parte de Isabel y su gobierno.
Sin embargo, el gran problema era sobre quien llevaría a cabo el servicio de coronación. Ese papel le correspondía tradicionalmente al Arzobispo de Canterbury, pero el titular Reginald Pole había muerto de gripe el 17 de noviembre, solo 12 horas después de  la reina María, y en la incertidumbre del nuevo régimen, aún no se había nombrado un sucesor. El arzobispo de York, Nicholas Heath, un católico comprometido pero moderado que no participó en  el gobierno de María, estaba dispuesto a asistir a la coronación, pero se negó a oficiar la ceremonia debido a las nuevas reformas de la reina en la Capilla Real. El siguiente en antigüedad era el obispo de Londres, Edmund Bonner, pero que Isabel encontraba inaceptable debido a su papel en el procesamiento de herejes, lo que le valió el epíteto de "Bloody Bonner". El obispo de Winchester, John White, estaba bajo arresto domiciliario por un sermón antiprotestante que había predicado en el funeral de María, mientras que el obispo de Chichester, John Christopherson, había muerto en prisión el 28 de diciembre después de predicar un sermón similar en St Paul's Cross. Otros varios obispos destacados también declinaron, y otros tantos sufrieron los efectos de la misma epidemia que se había cobrado la vida del arzobispo Pole. Finalmente, el obispo de Carlisle, Owen Oglethorpe, fue coaccionado para aceptar el papel. Oglethorpe ya había disgustado a Isabel en la misa de Navidad en la Chapel Royal: cuando realizó la Elevación de la Hostia, molestó a la reina y esta salió furiosa de la ceremonia antes que terminara, ya que la Reforma negaba la Transubstanciación y el obispo había recibido instrucciones precisas de no realizar ese ritual.

## Evento
Las instrucciones e indumentaria para las procesiones del Estado se encontraban establecidas en un libro conocido como Little Device, que originalmente había sido compilado en 1377 para Ricardo III, y que se había utilizado en la mayoría de las coronaciones desde entonces.

### Procesión de vigilia
Uno de los testigos contemporáneos de la vigilia fue Il Schifanoya, originario del ducado italiano de Mantua, y que mientras vivió en Londres, escribió regularmente relatos de los eventos ocurridos allí al embajador de Mantua en Bruselas y al castellano de Mantua. Describió que la procesión del jueves 12 de enero fue realizada en el río Támesis desde el Palacio de Whitehall hasta la Torre de Londres, en una flota compuesta por barcos, galeras y bergantines suntuosamente decorados, lo que le hizo recordar a Schifanoya la Fiesta de la Sensa en Venecia. La reina, junto a su corte, viajó en su barcaza real, que estaba cubierta de tapices, tanto por dentro como por fuera, y fue remolcada por una galera remada por 40 hombres junto con una banda musical. La procesión pasó bajo los arcos del Puente de Londres, y al acercarse a la Torre, fue disparado un saludo de artillería. Posteriormente, la reina entró a la Torre "por un pequeño puente".

### Procesión real

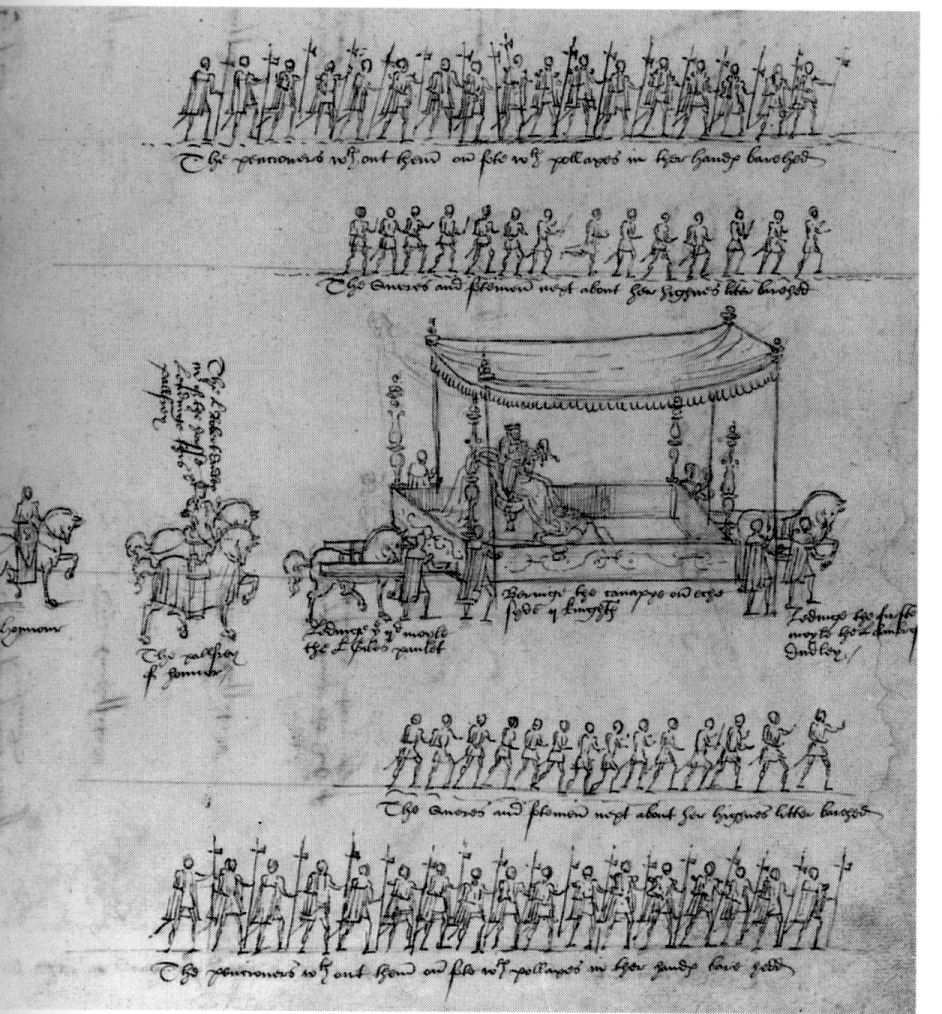
Bosquejo de la procesión de Isabel I a través de las calles de Londres. Los participantes son identificados con escritura de la época.
Autor desconocido, h. 1559.

Alrededor de las dos de la tarde del sábado 14 de enero, Isabel hizo su entrada real a la ciudad con una procesión estatal desde la Torre de Londres a través de la City de Londres y los suburbios del sector poniente hasta el Palacio de Westminster. Además del relato del evento de Il Schifanoya, también se conserva un folleto llamado The Quene's Majestie's passage through the citie of London to westminster the day before her coronacion escrito por Richard Mulcaster, que fue publicado casi inmediatamente después de la coronación, y con una segunda edición dos meses más tarde.
Schifanoya notó que nevó un poco durante el día, que la ruta había sido preparada con barreras de madera para contener a la multitud, y que la gente había extendido arena y grava fuera de sus casas para mitigar el lodo formado en las calles. Las casas en la ruta habían sido decoradas y los miembros de los gremios de la ciudad estaban delante con sus capuchas y vestidos negros, junto con innumerables banderas y pancartas. Se calculó que toda la procesión consistía en mil caballos. La reina fue transportada sobre una litera cubierta con tejido de oro blanco y forrada en satén rosa. La portaban dos mulas, atendidas a ambos lados por una hilera de sirvientes con capas escarlatas y escoltados por una línea de caballeros con alabardas. Un plano de la procesión, hecha por el College of Arms, enumera a todos los oficiales de la corte real, ministros del gobierno, jueces, caballeros, barones, pares, capellanes reales, obispos y arzobispos, heraldos y embajadores extranjeros que la seguían. Hacia la parte posterior de la procesión, estaban todas las damas de los participantes, las de más alta categoría en carruajes, otras a caballo o a pie, y finalmente cerraban el paso los Yeoman of the Guard.

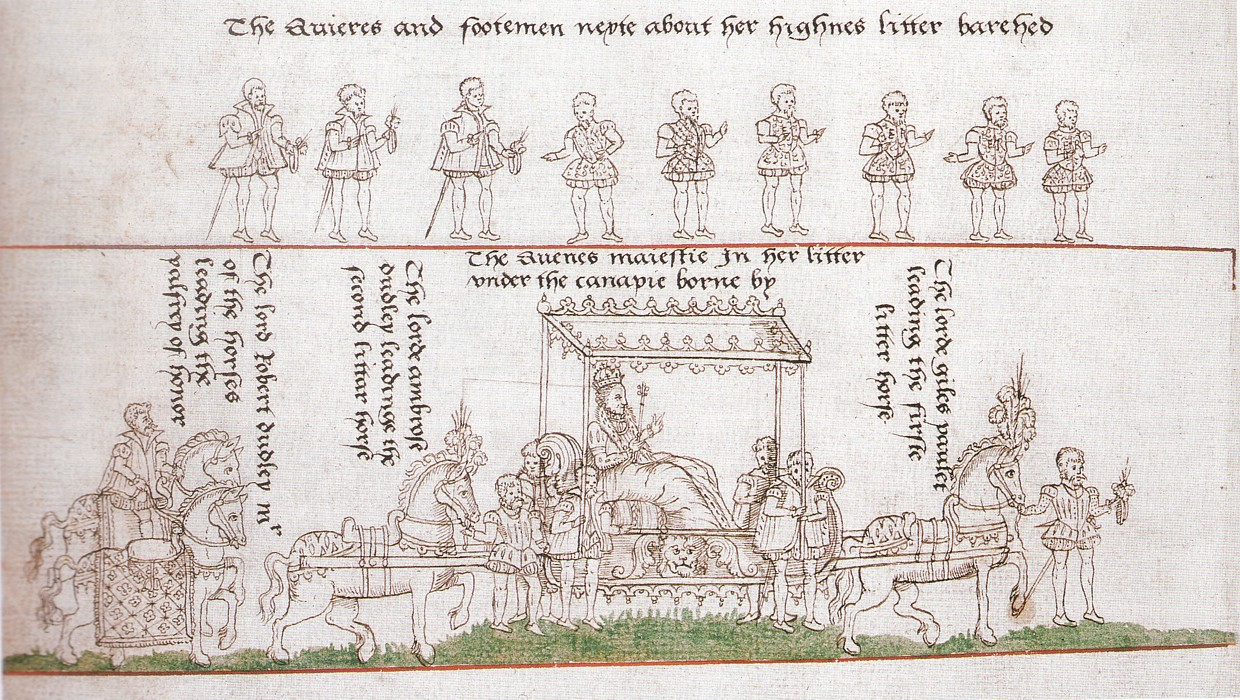
Dibujo de la procesión.
Extraído de un documento del College of Arms, h. 1559.

A lo largo de la ruta, se construyeron una serie de once arcos triunfales y tableau vivant, cada uno con un tema cargado de alegoría política y religiosa. El primer arco se encontraba en Gracechurch Street, tenía tres pisos de altura y estaba etiquetado como "The vniting of the two houses of Lancastre and York": sobre un rosal, representaba grandes estatuas de Enrique VII, Isabel de York, Enrique VIII y Ana Bolena, con Isabel sentada majestuosamente en lo alto, subrayando deliberadamente la legitimidad de su sucesión. Un niño estaba encaramado sobre el arco central, y dio un discurso a la reina, explicando los detalles del simbolismo, a lo que la reina escuchó "con la mayor atención, mostrando mucha satisfacción".
Hacia el extremo occidental de Cheapside Street, el Lord Mayor de Londres junto a los concejales esperaron a la reina, a quien presentaron un bolso de satén que contenía mil marcos en oro, según Mulcaster. Un poco más adelante en la misma calle, se realizó el desfile más elaborado e importante en Little Conduit, cerca de la Catedral de San Pablo, lugar donde una pequeña torre albergaba una cisterna de agua que servía, no solo como suministro de agua para el área, sino como lugar de encuentro público habitual. El espacio se había transformado con dos colinas artificiales: una estéril y malograda y otra verde y fértil, representando al mal y el buen gobierno, respectivamente. Entre las colinas, se construyó una cueva, y al llegar la reina, un anciano emergió representando al "Tiempo" seguido por su hija "Verdad", quizás una referencia satírica al lema personal de María Veritas temporis filia (en español: La verdad es hija del tiempo). La "Verdad" estaba sosteniendo un libro, una traducción prohibida al inglés del Nuevo Testamento, que se le presentó a la reina, quien lo besó, agradeciendo a la ciudad por su regalo. El trayecto final pasó por Temple Bar, donde Isabel pudo apreciar a la jueza bíblica Débora junto a los tres Estados de Inglaterra, probablemente representando el próximo parlamento que ya había sido convocado para decidir la política religiosa del nuevo gobierno. La representación de la reina como Débora estuvo dirigida a los partidarios del reformador calvinista John Knox, quien el año anterior había publicado el polémico texto The First Blast of the Trumpet Against the Monstruous Regiment of Women, destinado a socavar la autoridad de María y de María de Guisa, que se encontraba ejerciendo la regencia en el Reino de Escocia. Afirmaba que el liderazgo femenino era contrario a las leyes de la naturaleza y a la enseñanza bíblica, exceptuando el caso de Débora, que había liberado a los israelitas de los cananeos y los condujo a una era de paz y prosperidad, gracias a la excepción milagrosa dada por Dios a ella para la salvación de su pueblo.

### Ceremonia de coronación
La ceremonia de coronación se llevó a cabo el domingo 15 de enero. El texto Little Device estipulaba que el monarca debía ingresar a Westminster Hall a las siete de la mañana, donde el arzobispo de York inciensó a la reina, y luego ella caminó la corta distancia hasta la abadía en procesión, flanqueada por los condes de Pembroke y Shrewsbury y su litera liderada por la duquesa de Norfolk. Ella fue seguida por otros nobles que portaban las espadas de la coronación, mientras que el orbe y las tres coronas fueron llevadas por el Rey de armas, todo acompañado por el Coro de la Chapel Royal cantando el himno procesional Salve festa dies.
Un plan de la disposición de la abadía para el servicio sobrevive hasta nuestros días, y muestra la gran plataforma que fue construida en el crucero, al que accedió por un tramo de veinte escalones, y que estaba coronado por un estrado adicional en forma de octógono de cinco escalones, donde se encontraba la Silla de San Eduardo, a la vista de todos los participantes. El orden del servicio religioso siguió al Liber Regalis,  transcripción de la abadía de la cuarta recensión del servicio de coronación, utilizado por primera vez en la coronación de Eduardo II en 1308, y celebrada en latín por última vez, antes de su traducción al inglés en 1601. También, por última vez, la coronación incluyó una misa católica. En la época, no existía un texto universal para la misa en la Iglesia católica, y en el sur de Inglaterra se acostumbraba a utilizar el rito de Sarum para las celebraciones, aunque las iglesias principales tenían sus variaciones. De esta forma, la abadía utilizaba su propia versión de la misa llamada Litlyngton o Misal de Westminster, que data de 1384.

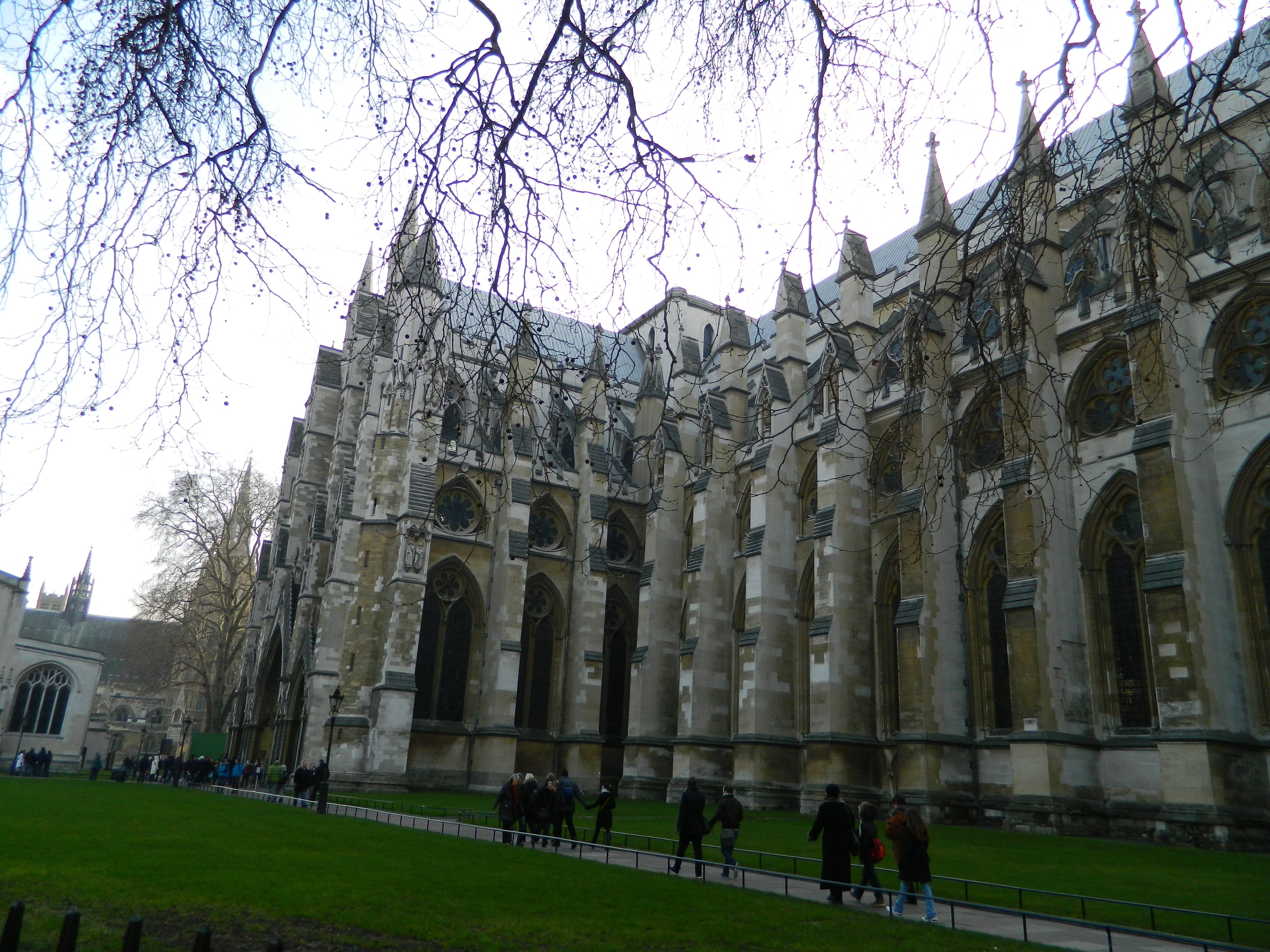
Abadía de Westminster.
Fotografía, 2011.

Las diversas descripciones del servicio describen las fases tradicionales de la liturgia de coronación, comenzando con el reconocimiento. Al preguntar a la congregación si aceptaban a Isabel como su reina, Schifanoya (que probablemente no estaba dentro de la abadía) informó que todos gritaron "¡Sí!", y los órganos, pífanos, trompetas y tambores fueron tocados y las campanas sonaron igualmente, según él, como si el mundo hubiese llegado a su fin. Después de hacer una ofrenda de oro ante el altar, la reina se sentó para escuchar el sermón, aunque se desconoce el obispo que lo predicó. El juramento de coronación volvió a la forma utilizada en la coronación de Eduardo VI en 1547, pero con una enmienda a la redacción, prometiendo gobernar de acuerdo con la "verdadera profesión del Evangelio establecida en este Reino". El hecho de que el texto del juramento fuese entregado al obispo Oglethorpe por Sir William Cecil, el nuevo Secretario de Estado, sugiere que fue realizado en el último momento. Luego, la ceremonia siguió con la unción, la investidura y la coronación real, acompañados por el sonido de las trompetas. En el homenaje, fue significativo que los señores temporales fueron los primeros en ofrecer su lealtad, en lugar de los señores espirituales como era tradicional.
El elemento más controvertido de la ceremonia fue la misa propiamente como tal, y la participación de Isabel en ella, ya que los tres informes de testigos oculares sobrevivientes son oscuros y contradictorios. No existe un consenso claro entre los historiadores modernos sobre lo que realmente ocurrió. Es evidente que la Epístola y el Evangelio fueron leídos tanto en latín como en inglés, una desviación de la costumbre católica; mientras que, en algún momento durante la misa, Isabel se retiró a una zona con cortinas detrás del altar mayor, y al lado de la Capilla de San Eduardo, un espacio privado en el que el monarca podía hacer los diversos cambios de vestimenta requeridos para el ceremonial. David Starkey afirma que el obispo Oglethorpe volvió a elevar la hostia, lo que provocó el retiro temprano de Isabel, de forma similar a la misa de la Navidad anterior. Por otra parte, John Guy y Lisa Hilton afirman que el capellán real, George Carew, realizó la misa sin la Elevación, y administró la Sagrada Comunión a la reina dentro del cubículo con cortinas. Al Rowse afirma que Oglethorpe realizó la misa y que Isabel se retiró antes de la consagración; y por último Roy Strong escribe que Carew realizó la misa sin Elevación, pero que Isabel no recibió la Comunión, citando su conversación con el embajador francés que, en 1571, le relató que ella había sido coronada y ungida según las ceremonias de la Iglesia católica y por los obispos católicos pero, sin embargo, sin asistir a misa.
Finalmente, la reina abandonó la abadía, sonriendo e intercambiando saludos con la multitud, que según Schifanoya, excedía los límites de la gravedad y el decoro.

### Banquete de coronación
Schifanoya, nuevamente, es el que proporciona la descripción más detallada del banquete. Westminster Hall había sido decorado con dos enormes tapices colgantes que habían sido comprados por Enrique VIII, representando el Libro del Génesis y los Hechos de los Apóstoles; mientras que en una plataforma elevada, se encontraba un aparador en el que se exhibía una colección de 140 copas de oro y plata. Describe como los 200 invitados estaban sentados en cuatro mesas grandes, cada una dividida a lo largo del centro para permitir a los sirvientes, cada uno con capa roja, servir la comida. Los organizadores de la fiesta, el duque de Norfolk, el Conde mariscal y conde de Arundel, y el Lord Steward, cabalgaron por el pasillo montados a caballo. La fiesta comenzó a las tres de la tarde, cuando la reina se lavó las manos. Lo más destacado del banquete fue la entrada del Campeón de la Reina, Sir Edward Dymoke, un caballero rural que, por tradición, había tenido el privilegio de participar en todas las coronaciones, donde entraba montado y completamente armado, emitiendo los desafíos tradicionales, a la vez que arrojaba su guantelete. La fiesta terminó a las 9 de la noche, cuando la reina partió hacia el Palacio de Whitehall. Una justa organizada para el día siguiente tuvo que posponerse ya que la reina estaba "bastante cansada".

## Importancia histórica
Según Roy Strong, la coronación y la entrada real de Isabel han atraído más atención académica que ninguna otra de la época. En los siglos siguientes, los historiadores desde Raphael Holinshed en adelante, se basaron fuertemente en el texto The Quenes makesties pasage... de Mulcaster para presentar la coronación y las procesiones de 1559 como un punto de inflexión contra el catolicismo impuesto y el triunfo del protestantismo popular. Los historiadores modernos han adoptado una visión más crítica al afirmar que los eventos de enero de 1559 fueron cuidadosamente organizados por Isabel y sus asesores. Incluso, la oscuridad de los eventos que rodearon la misa de coronación se interpretó como una señal de que la futura política religiosa del régimen aún no se había determinado del todo.

### Artículos
- Colthorpe, Marion E. (Mayo de 2017). «The Elizabethan Court Day by Day - Prólogo y 1558». folgerpedia.folger.edu. Folger Shakespeare Library. Consultado el 24 de septiembre de 2017.
- Colthorpe, Marion E. (mayo de 2017). «The Elizabethan Court Day by Day - 1559». folgerpedia.folger.edu. Folger Shakespeare Library. Consultado el 24 de septiembre de 2017.
- Rowse, A L (Mayo de 1953). «The Coronation of Queen Elizabeth». History Today 3 (5). Consultado el 24 de septiembre de 2017.